# Melesio Figueroa
Melesio Figueroa (Arévalo de Iloílo, Filipinas, 1842-Manila, 1903) fue un escultor y grabador filipino del siglo XIX, radicado en España.

## Biografía
Natural de las Filipinas, se trasladó a Madrid, donde fue discípulo de la Escuela Superior de Bellas Artes. En la Exposición Nacional de Bellas Artes de 1876, presentó una Figura de cera y el modelo, también en cera, del rey Alfonso XII. En 1878, hizo oposición para una pensión en Roma. El Museo del Prado le hace, asimismo, autor de dos medallas: una en plata dedicada al periodista y político Víctor Balaguer y otra hecha en colaboración con Juan Bautista Feu para la Exposición General de las Islas Filipinas que se celebró en Madrid en 1887. Falleció en Manila en 1903.